# Accord intérimaire sur la Cisjordanie et la bande de Gaza

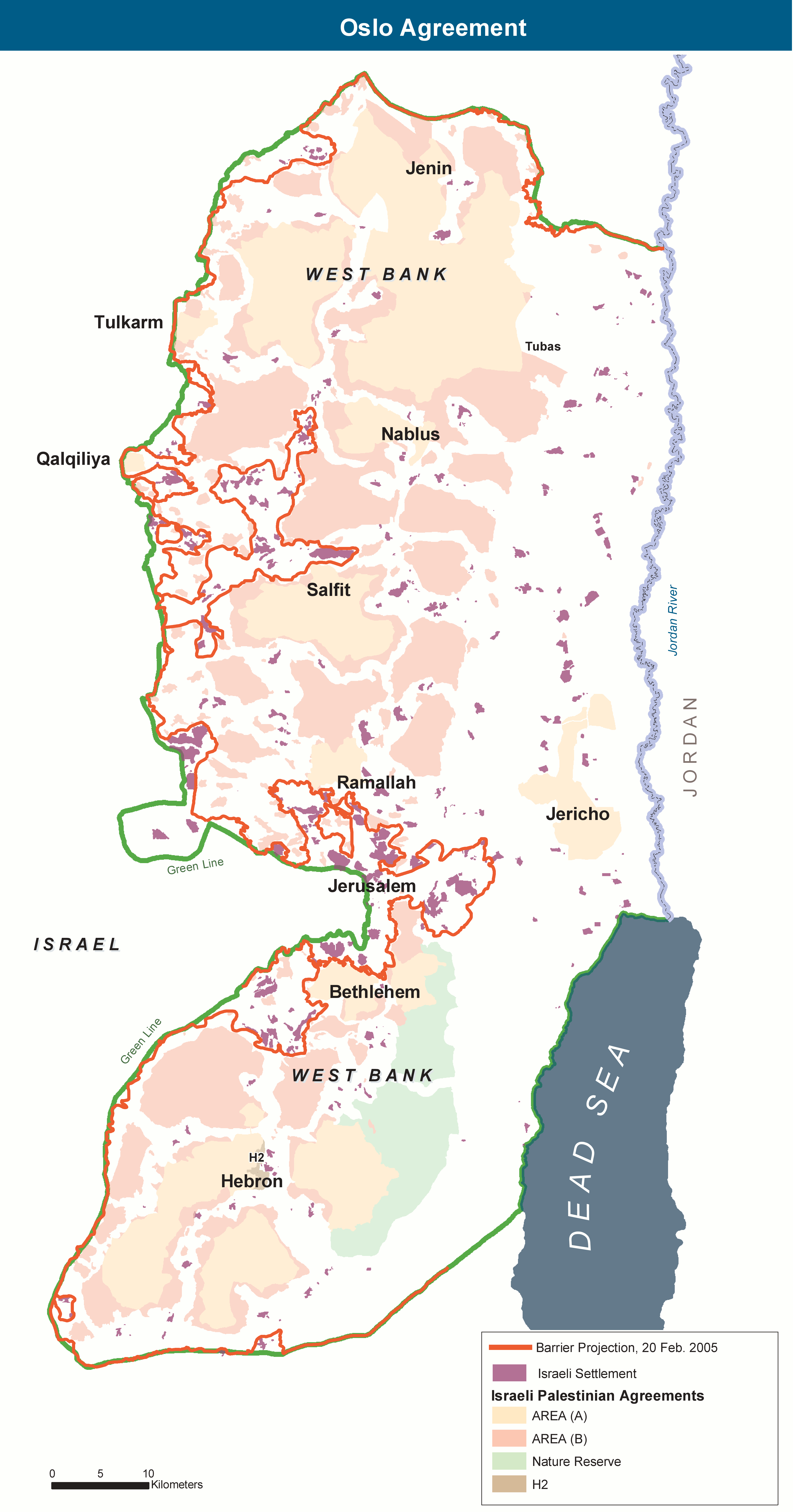
Carte des zones A, B et C. La ligne rouge présente le tracé du mur de séparation construit par Israël.

L'Accord intérimaire sur la Cisjordanie et la bande de Gaza (également connu sous le nom d'Accord intérimaire israélo-palestinien, Accord de Taba ou parfois Oslo II) a été signé entre Yitzhak Rabin, Premier ministre d'Israël, et Yasser Arafat, président de l'OLP. La signature a eu lieu une première fois à Taba le 24 septembre 1995, puis de nouveau à Washington le 28 septembre 1995, en présence des représentants russes, américains, européens, égyptiens, jordaniens et norvégiens.
L'accord précise d'abord les compétences et les modalités d’élections d'un Conseil législatif palestinien, dont les quatre-vingts membres sont effectivement élus en janvier 1996, tout comme le président de l'Autorité palestinienne, Yasser Arafat, qui renforce ainsi sa légitimité.
Par ailleurs, la dynamique amorcée avec le transfert de la bande de Gaza et de Jéricho est complétée d’un retrait militaire israélien des villes et villages palestiniens ainsi que des terres domaniales rattachées. Avec ces retraits, la Cisjordanie est morcelée en zones de plusieurs types :
- la zone A (3% de la superficie en 1995, 18 % aujourd’hui), sous contrôle civil et sécuritaire[1] palestinien, comprennent les grandes villes palestiniennes déjà mentionnées dans les Accords d'Oslo : Jénine, Tulkarem, Naplouse, Qalqilya, Ramallah, Bethléem et Jéricho [2] ;
- la zone B (27% de la superficie en 1995, 22 % aujourd’hui)[3],[4],[5],[6],[7], sous contrôle conjoint entre l’Autorité palestinienne (administration civile) et Israël (contrôle militaire)[8] comprennent les villages palestiniens et diverses portions du territoire cisjordanien [2] ;
- la zone C (70% de la superficie en 1995, 60 % aujourd’hui)[4],[5],[9], entièrement sous contrôle israélien (colonies, installations militaires, vallée du Jourdain, terres domaniales) et qui, à l’exception des colonies — dont le sort dépendra des négociations finales, doit donner lieu à des retraits successifs dans les dix huit mois à compter de la prise de fonction du Conseil, soit d’ici octobre 1997 (phase de 1995)[2],[8]

Depuis le début de l'année 1997, le Protocole d'Hébron divise la ville de Hébron en deux zones : H1, sous contrôle palestinien recouvre l'essentiel de la ville, et H2 représente la bordure orientale de la cité (où vivent environ 30 000 Palestiniens) qui comprend une communauté de 600 à 800 colons israéliens près du centre-ville.